# Proasellus bagradicus
Proasellus bagradicus är en kräftdjursart som beskrevs av Henry och Guy Magniez1972. Proasellus bagradicus ingår i släktet Proasellus och familjen sötvattensgråsuggor. Inga underarter finns listade i Catalogue of Life.